# Överhogdals forngård
Överhogdals forngård är ett museum med café i Överhogdal i Härjedalens kommun. 
Museets permanenta utställning handlar om Överhogdalstapeten, vävda bonader från 1000-talet. Utställningarna fokuserar på hur bonaderna hittades 1909, vilken sorts vävstol och vilka växtfärger som använts. Det finns också en reproduktion av bonaderna, medan originalet finns på Jamtli i Östersund.
Forngården drivs av Överhogdals byalag. Utöver utställningen finns ett café och en lekpark med figurer från bonaderna.